# Кассії (рід)

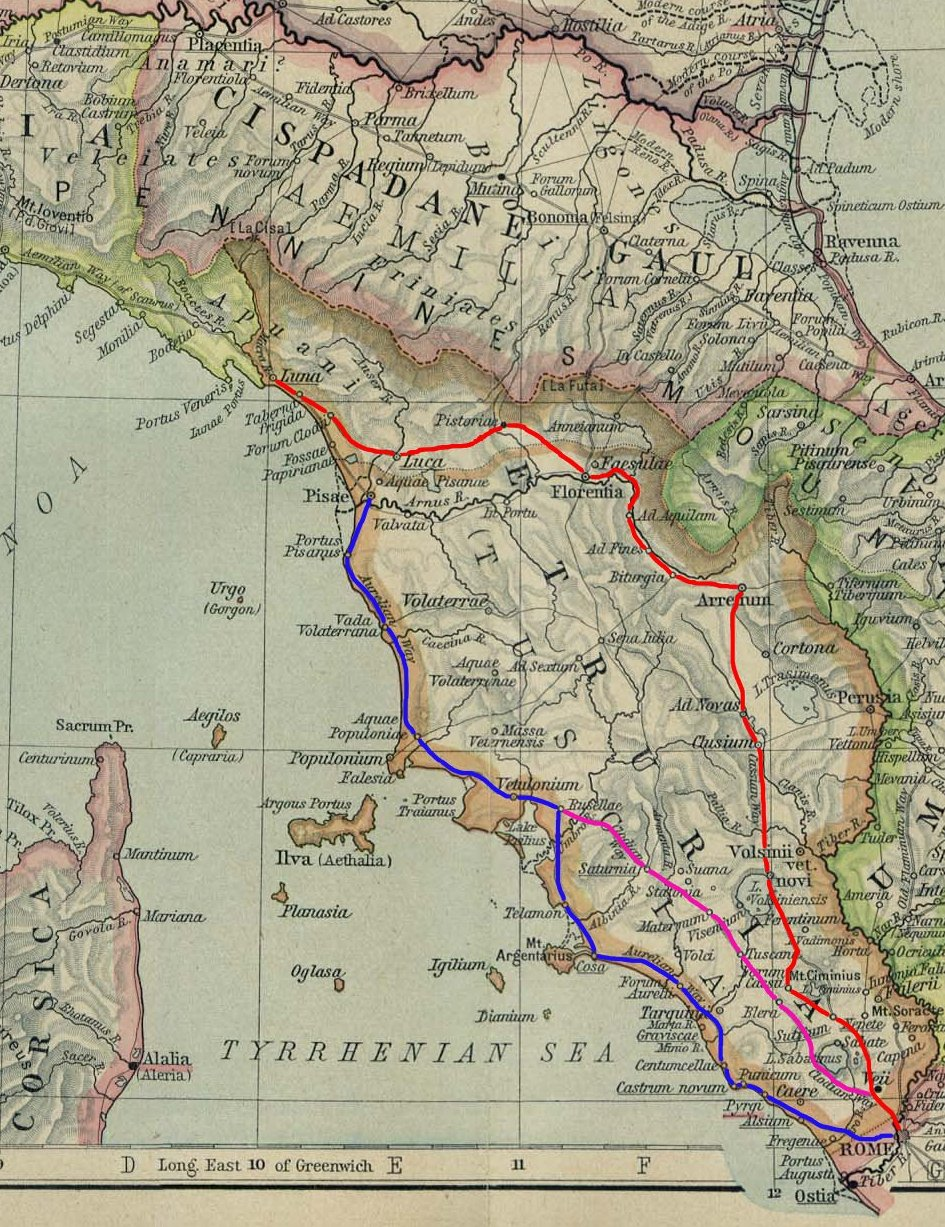
Дорога, що була побудована Кассіями (позначена червоним кольором)

Кассії — впливовий патриціанський та заможний плебейський рід Стародавнього Риму, представники якого відзначилися на політичному та військовому теренах. Дав багато консулів та народних трибунів. Представниками роду Кассіїв побудована визначна дорога Італії - Кассієва дорога, яка з'єднувала Рим з м. Луна у Лігурії, перетинаючи Етрурію. Була завдовжки 130 км, завширшки 3 м. Своє значення зберігала навіть у Середні віки. Сучасна дорога SS 2, яка повторює маршрут стародавньої дороги й носить назву роду Кассіїв.
Спочатку це був патриціанський рід, а після загибелі у 486 році до н. е. Спурія Кассія Вісцеліна був переведений до плебейського.
Гілки роду Кассіїв: Лонгін (основні представники), Лонгін Равілла, Геміна, Вар, Вісцелін, Сабакон, Парменс.

## Найвідоміші Кассії
- Спурій Кассій Вісцелін — консул 502, 493, 486 року до н. е., у 501 році до н. е. став першим начальником кінноти за диктатора Тіта Ларція Флава. За пропонування аграрного закону на користь плебеїв скинутий з Тарпейської скелі.
- Луцій Кассій Лонгін — децемвір 173 року до н. е., консул 171 року до н. е., цензор 154 року до н. е.
- Луцій Кассій Лонгін Равілла — відомий та популярний політик, народний трибун 137 року до н. е., консул 127 року до н. е., цензор 125 року до н. е.
- Луцій Кассій Лонгін — претор 111 року до н. е., консул 107 року до н. е., загинув у битві з армією тігуринів та амбронів.
- Гай Кассій Лонгін — квестор 54 року до н. е., народний трибун 49 року до н. е., командувач флотом Гнея Помпея Великого, учасник змови проти Гая Юлія Цезаря.
- Квінт Кассій Лонгін — народний трибун 49 року до н. е., намісник Дальної Іспанії.
- Луцій Кассій Лонгін — народний трибун 44 року до н. е., прихильник Гая Юлія Цезаря.
- Гай Кассій Лонгін — намісник Сирії у 50 році н. е., видатний юрист, засновник юридичної школи.